# چام‌اوزو (سلطان‌داغی)
چام‌اوزو (به ترکی استانبولی: Çamözü) یک منطقهٔ مسکونی در ترکیه است که در سلطان‌داغی واقع شده‌است.